# Saxifraga nakaoides
Saxifraga nakaoides es una especie de planta dicotíledonea del género Saxifraga de la familia Saxifragaceae. 

## Historia
Fue descrita científicamente por primera vez por J. T. Pan.